# Televisione terrestre
La televisione terrestre, o TV terrestre, è la televisione che giunge agli utenti per mezzo di onde radio emesse da trasmettitori posti sulla superficie terrestre, ricevute da un'antenna televisiva e ritrasformata in video e audio da un televisore o dispositivi simili di visualizzazione.

## Storia
Il primo standard a diffondersi fu quello della televisione analogica; la BBC iniziò a trasmettere nel 1929 e nel 1930 molte stazioni radio avevano un programma regolare di programmi televisivi sperimentali. Tuttavia, questi primi sistemi sperimentali non avevano una qualità d'immagine sufficiente per attrarre il pubblico, a causa della loro tecnologia di scansione meccanica, e la televisione si diffuse solo dopo la seconda guerra mondiale con l'avvento della tecnologia della televisione a scansione elettronica. L'attività di trasmissione televisiva seguì il modello delle reti radiofoniche, con stazioni televisive locali nelle città e nei paesi affiliati alle reti televisive, commerciali (negli Stati Uniti) o controllate dal governo (in Europa), che fornivano contenuti. Le trasmissioni televisive erano in bianco e nero fino al passaggio alla televisione a colori negli anni '50 e '60. Non c'è stato nessun altro metodo di trasmissione televisiva fino agli anni '50, con l'inizio della televisione via cavo e della televisione con antenna comunitaria (CATV).

## Funzionamento
La televisione è diffusa agli utenti attraverso reti per telecomunicazioni che possono utilizzare metodi di trasmissione diversi in diversi tratti della rete. In base al metodo di trasmissione utilizzato nel tratto di rete che giunge all'utente la televisione si distingue infatti in televisione terrestre se il metodo di trasmissione utilizzato sono onde radio emesse da trasmettitori posti sulla superficie terrestre, in televisione satellitare se il metodo di trasmissione utilizzato sono onde radio emesse da trasmettitori posti su satelliti per telecomunicazioni, in televisione via cavo se il metodo di trasmissione utilizzato è un cavo per telecomunicazioni.

## Gli standard tecnologici
La televisione terrestre si distingue in televisione analogica terrestre e televisione digitale terrestre. La televisione analogica terrestre differisce dalla televisione digitale terrestre per il tipo di rappresentazione dell'informazione elettronica rappresentante la televisione. Nella televisione analogica la rappresentazione è analogica cioè l'informazione elettronica varia in modo continuo e assume un numero molto alto di valori, mentre nella televisione digitale la rappresentazione è digitale cioè l'informazione elettronica varia in modo discreto e assume solo due valori (la televisione analogica in realtà può anche avere alcune componenti informative secondarie, come il sonoro e il teletext, in forma digitale).
La televisione analogica terrestre fu la prima televisione a diffondersi nel mondo verso la fine degli anni '20 del XX secolo. Precisamente a partire dal 1928 negli Stati Uniti e a partire dal 1929 nel Regno Unito e in Germania. In seguito si diffuse prima la televisione via cavo e poi quella satellitare. Anche in Italia fu la prima televisione a diffondersi. Dopo un periodo di trasmissioni non regolari, il 3 gennaio 1954, è il giorno d'inaugurazione delle trasmissioni regolari del Programma Nazionale (l'attuale Rai 1), la prima emittente televisiva attivata in Italia. L'editore è la RAI (Radio Audizioni Italiane) che dopo qualche mese cambierà nome in RAI Radiotelevisione Italiana. Il Programma Nazionale rimarrà l'unico canale televisivo italiano fino al 4 novembre 1961, giorno d'inaugurazione delle trasmissioni regolari del Secondo Programma (l'attuale Rai 2) e RAI 3, anch'esso della RAI - Radiotelevisione Italiana. Per altri dieci anni, il Programma Nazionale ed il Secondo Programma rimarranno gli unici due canali televisivi italiani (le prime emittenti private nasceranno negli anni '70).
La rappresentazione digitale dell'informazione elettronica, cioè l'elettronica digitale, inizia a diffondersi a partire dal 1941 con la realizzazione dell'Atanasoff-Berry Computer, il primo computer elettronico. Ma saranno necessari vari decenni prima che l'hardware necessario per una televisione digitale sia realizzato e diventi economicamente alla portata dei consumatori. La prima televisione digitale terrestre ad essere attivata nel mondo è infatti una televisione del Regno Unito, il 15 novembre 1998. In Italia la televisione digitale terrestre si diffonde invece a partire dal 1º dicembre 2003 quando Mediaset attiva un gruppo di televisioni gratuite, tra cui Canale 5, Italia 1 e Rete 4 (già diffuse per la televisione analogica terrestre).

## Caratteristiche generali
Vantaggi rispetto alla televisione via cavo:
- ricevibile in un qualsiasi punto dell'area geografica servita. All'interno dell'area geografica servita è quindi possibile ricevere la televisione terrestre in movimento con apparecchi televisivi portatili o installati su mezzi mobili (automobili, barche, ecc.).

Svantaggi rispetto alla televisione via cavo:
- numero inferiore, o limitato, di emittenti televisive diffondibili. Con alcune tecnologie per la televisione via cavo, come ad esempio l'IPTV, il numero di emittenti televisive diffondibili con la televisione via cavo è illimitato, rispetto quindi a tale televisione via cavo il numero di emittenti televisive diffondibili con la televisione terrestre è limitato. Con altre tecnologie per la televisione via cavo il numero di emittenti televisive diffondibili è invece limitato, rispetto a tale televisione via cavo il numero di emittenti televisive diffondibili con la televisione terrestre è inferiore.
- è necessaria un'antenna. Inoltre, in caso di ricezione fissa (in abitazioni o altro), è consigliabile l'installazione di apposite centraline elettroniche che migliorano la ricezione.
- non è disponibile il video on demand. Per vari motivi il video on demand non è mai stato realizzato per la televisione terrestre.

Vantaggi rispetto alla televisione satellitare:
- ricevibile anche se tra il radiotrasmettitore e l'antenna ricevente dell'utente sono presenti ostacoli fisici. Fino ad una certa grandezza dell'ostacolo la televisione terrestre è comunque ricevibile. È ad esempio ricevibile con l'antenna ricevente posizionata all'interno di edifici, cosa invece non possibile con la televisione satellitare nella quale non ci deve essere nessun tipo di ostacolo tra il radiotrasmettitore e l'antenna ricevente dell'utente.

Svantaggi rispetto alla televisione satellitare:
- ricezione spesso non perfetta. Rilievi montuosi ed edifici situati tra il radiotrasmettitore e l'antenna ricevente dell'utente degradano la qualità della televisione terrestre. Nella televisione digitale terrestre però tale inconveniente è estremamente più ridotto essendo dotata di sistemi per la correzione degli errori di trasmissione.
- copertura limitata del territorio. Coprire capillarmente un'intera nazione con la televisione terrestre è dispendioso in termini di infrastrutture e costi. La televisione satellitare invece copre facilmente aree geografiche continentali, un'emittente televisiva satellitare è ricevibile perfettamente in tutta la nazione e anche all'estero.

## L'espressione "via etere"
Per decenni la televisione terrestre è stata chiamata "via etere", in opposizione a quella via cavo e a quella satellitare.
L'espressione era nata alle origini della radiotelegrafia, quando Guglielmo Marconi nei suoi esperimenti di radiopropagazione transoceanica dall'Europa all'America utilizzava la propagazione ionosferica ovvero la propagazione delle onde radio che sfrutta la riflessione elettromagnetica da parte dello strato atmosferico ionizzato conduttore, qual è la ionosfera, permettendone la propagazione oltre la semplice portata ottica tra trasmettitore e ricevitore ovvero oltre i limiti imposti dalla curvatura terrestre. Questa forma di propagazione portò in seguito alla scoperta della stessa ionosfera, ma inizialmente non era chiaro su cosa si riflettessero le onde radio e perciò si utilizzò il vecchio termine "etere".